# Tonteich
Der Tonteich ist ein Badesee in der östlich von Hamburg gelegenen Gemeinde Wohltorf. Zu zwei Drittel ist er an das gemeinnützige Sachsenwaldbad Tonteich verpachtet, das sein Badeangebot an die Öffentlichkeit richtet, und zu einem Drittel an den privaten Tontaubenclub.

## Geschichte
An diesem Ort stand seit 1875 die Ziegelei der Friedrichsruher Tonwerke, die 1911 vollständig niederbrannte und nicht wieder aufgebaut wurde. Über viele Jahre füllte sich die Tongrube langsam mit Wasser.

### Heute
Mittlerweile ist der Tonteich nicht mehr ganz so sauer wie früher, doch der pH-Wert ist immer noch sehr niedrig. Es ist jedoch keinesfalls ungesund, dort zu baden, dem Teich wird deshalb sogar eine heilende Wirkung zugesprochen. Seine geschützte Lage ist der Grund für sein warmes Wasser (im Sommer 20–29 °C). Der öffentliche Teil ist während der Öffnungszeiten von Badepersonal beaufsichtigt, und man findet dort alles, was man auch in einem gewöhnlichen Freibad findet. Im Winter wird das Gelände gelegentlich geöffnet, um den Anwohnern die Möglichkeit zu geben, Schlittschuh zu laufen.

## Vegetation
Da durch das Tonmineral das Wasser im Tonteich sehr sauer ist, entwickelte sich eine eigene Vegetation, denn nur wenige Pflanzen vertrugen solch ein saures Wasser. Auch Fischen ist das Wasser nicht zuträglich, und es gab lange Zeit keine Mücken, was ihn als Badeteich umso beliebter machte. Zu sehen sind dort vor allem Libellen und Reiherenten. Das saure Wasser ist auch der Grund, warum sich während der beiden Jahrhundertsommer keine Blaualgen bildeten, da diese alkalisches Wasser benötigen.